# Edgar Rabsch (Musikpädagoge)

Edgar Rabsch

Edgar Rabsch (* 1. November 1892 in Berlin; † 4. September 1964 in Kiel) war ein deutscher Musikpädagoge und Komponist.

## Leben
Rabsch, der Sohn eines Magistratssekretärs, war zunächst als Volksschullehrer und Organist tätig, um dann bei Georg Schumann zu studieren. Ab 1924 lehrte er als Musikerzieher an der Staatlichen Bildungsanstalt in Plön. In dieser Zeit wurde der junge Gottfried von Einem sein Schüler. Auf Rabschs Einladung hin kam Paul Hindemith 1932 nach Plön und komponierte aus diesem Anlass seinen Plöner Musiktag. Als die Bildungsanstalt in eine Nationalpolitische Erziehungsanstalt umgewandelt wurde, musste Rabsch sie verlassen. Anschließend war er zunächst Studienrat an der Kaiser-Karl-Schule in Itzehoe und wurde 1936 als Dozent an die Hochschule für Lehrerbildung in Dortmund berufen. Am 29. Dezember 1937 beantragte Rabsch die Aufnahme in die NSDAP und wurde rückwirkend zum 1. Mai desselben Jahres aufgenommen (Mitgliedsnummer 5.494.261). 1944 lehrte er an der Lehrerbildungsanstalt in Hirschberg im Riesengebirge.
Paul Hindemith setzte sich in der Nachkriegszeit für seine Wiedereinstellung ein und schrieb am 15. Juli 1946 aus dem amerikanischen Exil an seinen Verleger Willy Strecker:
Ein anderer Unglückswurm, der Rabsch, haust mit sieben Kindern in Itzehoe, augenblicklich rausgeschmissen aus allem, da er irgendwann mal notgedrungen in die Partei eintreten mußte, um seine Gören nicht verhungern zu lassen – und wenn einer von jeher kein Nazi war, so ists der!
Einige Hinweise legen hingegen eine stärkere Identifikation mit der nationalsozialistischen Ideologie nahe. So erinnert sich der NS-Funktionär und Komponist Erich Marckhl:  „Rabsch hat mich in die Kreise der schöpferischen Musiker eingeführt, er war mein Mentor auf der Komponistentagung in Burg an der Wupper, die wir mit viel Ironie erlebten und auf der ich Paul Höffer, den Verleger Merseburger, den betriebsamen Oberborbeck, den hochbegabten Karl Höller und viele andere kennen lernen durfte.“ Bei der Tagung handelte es sich um die 3. Tagung der Fachschaft Komponisten in der Reichsmusikkammer vom 6. - 9. Mai 1938 auf Schloss Burg a. d. Wupper. Marckhl war 1936 in Österreich als illegaler Nationalsozialist (Mitgliedschaft in der NSDAP seit 30. April 1933) angeklagt worden und nach Deutschland geflohen, wo er an der Pädagogischen Hochschule in Dortmund eine Anstellung fand. Die erwähnten Paul Höffer, Felix Oberborbeck und Karl Höller waren ebenfalls NSDAP-Mitglieder bzw. auf der sogenannten Gottbegnadeten-Liste. Zudem war Rabsch Mitarbeiter bei den von Marckhl 1943 im Verlag Braumüller veröffentlichten Liederbüchern für die höheren Schulen der Donau- und Alpenreichsgaue. Im Nachlass von Erich Marckhl befindet sich ein Brief von Felix Oberborbeck, dem ehemaligen Leiter der von den Nationalsozialisten gegründeten Reichshochschule für Musikerziehung in Graz-Eggenberg, in dem dieser Marckhl über den Tod von Rabsch in Kenntnis setzt. Während der NS-Zeit vertonte Rabsch einen Text von Hans Baumann (NSDAP-Mitglied seit 1. Mai 1933) zu der Kantate „Unseren Müttern“, die unter anderem vom Gauchor der NS-Frauenschaft und dem Frauen-Symphonie-Orchester Gau Wien im Februar 1942 aufgeführt wurde.
Von 1946 bis 1958 hatte Rabsch eine Professur an der Pädagogischen Hochschule Kiel inne.
Rabsch gab ab 1949 ein dreibändiges Schul-Gesangswerk Musik heraus. Unter seinen Kompositionen finden sich die Schuloper Die Brücke, die Oper Das Zauber-Ei, Kantaten, Lieder, Instrumentalmusik, Orgel- und Klavierwerke. Während der Zeit des Nationalsozialismus komponierte Rabsch verschiedene Gebrauchsmusiken, Kanons und Kantaten im Sinne des Regimes, wie 1935 die Kantate Feier der Arbeit oder 1937 den Kanon Fahne steig siegreich am Maste empor. 1939 folgte die Kantate vom ländlichen Leben.

## Werke
- Das Spiel vom deutschen Bettelmann (E. Wiechert) (UA Hamburg 1946)
- Das Zauber-Ei op. 42
- Der Pflüger. Kantate (1945)
- Deutsche Kantate (1932)
- Die Brücke. Schuloper (1932)
- Fantasie und Fuge über Der grimmig Tod (1938)
- Fuge für Kammerorchester
- Kantate vom ländlichen Leben (1938)
- Kantate von der Mutter und den Kindern (Hans Leip) (1946)
- Ouvertüre zu einer komischen Oper (UA Dortmund 1943)
- Passacaglia und Fuge über den Choral Ach, was soll ich Sünder machen für Orgel
- Wer nur den lieben Gott. Partita für Klavier (1945)

Quelle: